# Ладське сільське поселення
Ла́дське сільське поселення (рос. Ладское сельское поселение) — муніципальне утворення у складі Ічалківського району Мордовії, Росія. Адміністративний центр — село Лада.

## Історія
Станом на 2002 рік існували Інсаровська сільська рада (присілки Верхня Ладка, Інсаровка, Юсуповка), Камаєвська сільська рада (село Камаєво, селище Маркино), Ладська сільська рада (села Дубровське, Лада, селище Пісочний) та Резоватовська сільська рада (села Калиново, Резоватово).
27 листопада 2008 року було ліквідовано Камаєвське сільське поселення, його територія увійшла до складу Резоватовського сільського поселення.
13 липня 2009 року було ліквідовано Інсаровське сільське поселення, його територія увійшла до складу Ладського сільського поселення.
17 травня 2018 року було ліквідовано Резоватовське сільське поселення, його територія увійшла до складу Ладського сільського поселення.

## Населення
Населення — 1254 особи (2019, 1654 у 2010, 2003 у 2002).

## Склад
До складу поселення входять такі населені пункти:
| Населений пункт        | Населення, осіб (2002) | Населення, осіб (2010) |
| ---------------------- | ---------------------- | ---------------------- |
| Верхня Ладка, присілок | 26                     | 11                     |
| Дубровське, село       | 213                    | 152                    |
| Інсаровка, присілок    | 338                    | 296                    |
| Калиново, село         | 120                    | 54                     |
| Камаєво, село          | 185                    | 149                    |
| Лада, село             | 489                    | 431                    |
| Маркино, селище        | 16                     | 5                      |
| Октябрський, селище    | 279                    | 281                    |
| Пісочний, селище       | 16                     | 6                      |
| Резоватово, село       | 294                    | 244                    |
| Юсуповка, присілок     | 27                     | 25                     |